# Нора Б-52
Нора Б-52 (Ново OРужје Aртиљерије) је самоходна хаубица. Настала је услед потребе за новом, брзом и покретном самоходном хаубицом која ће заменити стару. Конструисана је на основу топа-хаубице 152 mm M84 НOРA-A са новим калибром 155 mm, монтираног на камион КамАЗ-63501 или ФAП-2632 са погоном 8x8. Уместо овога, могућа је и уградња топа Д-20. Једну батерију "Нора" чини шест самоходних хаубица, једно до два возила за превоз и претовар муниције (логистичко возило), типа КамАЗ-43118 са погоном 6x6 и једно возило специјализовано за извиђање.
Поседује комплетну оклопну заштиту за посаду, оруђе и борбени комплет муниције против пешадијског наоружања и шрапнела, а повећана је и отпорност платформе на нагазне мине. Веома битне чињенице су повећање степена заштите резервоара за гориво и складишта за муницију - две критичне тачке сваког оклопног возила, укључујући ту и тенкове.
Након вишегодишњег развоја, тестирања хаубице су завршена с великим успехом и ентузијазмом официра Војске Србије, па је 2006. почела њена активна производња.
Уведена је у наоружање и опрему Војске Србије 2019. године.

## Историјски развој
Средина осамдесетих година у Југославији је у војном смислу била карактеристична, између осталог и по интензивном развоју артиљерије. Код артиљерије, после увођења хаубице са топом М84 калибра 152 mm, кодно име НOРA-A у наоружање JНA, настављен је развој у складу се техничко - тактичким захтевима тог времена. Један од захтева је био и да домет у односу на оригинално оруђе буде подигнут са 17.410 метара на 24.000 метара, али су тражени резултати премашени и достигнуто је читавих 28.500 метара.
Систем је имао варијанте:
- вучна (НOРA-A)- дужине цеви од 39 калибара (уведена у наоружање ЈНА 1984.године),
- самоходна (НOРA-Б) - дужине цеви од 45 калибара (развој започет 1984. а прекинут крајем 1991.године) и
- самопокретна (НOРA-Ц) - (развој започет 1984. а прекинут крајем 1991.године).

Истовремено је реализован програм конверзије вучног топа совјетске производње 130 mm M48 у савремени артиљеријски систем калибра 155 mm, са цеви дужине 45 калибара.
Самоходна варијанта (топ-хаубица) НOРA-Б донела признање и потврдила статус авангарде југословенским артиљеријским стручњацима. Taj концепт се примењује и данас, и према њему предузеће Југоимпорт СДПР производи нови и модернизовани модел самоходне хаубице - Нора Б-52.
Нора-Б представља и прво решење у светским размерима у тзв. отвореној уградњи хаубице на платформу са точковима. Тиме је начињен значајан заокрет у односу на до тада усвојен концепт самоходног оружја куполне уградње.
Оригинални концепт развоја самоходне хаубице НOРA-Б ослањао се на програм конверзије руског топа 130 mm M-46. Taj програм је подразумевао уградњу конвертованог топа калибра 152 или 155 mm са цеви дужине 45 калибара на шасију камиона велике проходности - ФAП 2832. Кориштењем аеродинамички оптимизоване муниције са гасним генератором, осигурано је постизање максималних домета до 39 км. Гасни генератор се сматра једним од успешнијих развојних пројеката југословенске војне индустрије осамдесетих година.

## Верзије
- Нора Б-52К0 -
- Нора Б-52К1 -
- Нора Б-52М03 -
- Нора Б-52КЕ- Експортна варијанта М03.
- Нора Б-52КИ -
- Нора Б-52 М-15
- Нора Б-52 М-21
- Нора Б-52 НГ[6]

## Развој након распада СФРJ
Распадом СФРJ, стручњаци Војнотехничког Института су као резултат анализе савремених трендова у развоју артиљеријских оруђа и потреба оружаних снага СРJ, током деведесетих година наставили развој у сегменту подсистема метка са сагоривим моноблок барутним пуњењем. Такође, тражили су и ново решење за затварач са системом самозаптивања барутних гасова и ротационим носачем капсула.
„Југоимпорт СДПР“ је крајем деведесетих година препознао развојни и производни потенцијал као и значајну шансу за продор на светско тржиште самоходних оруђа. Фирма је уложила напор који је резултовао развојем значајног савременог оружја. При томе је задржан и основни концепт уградње оружја на шасију са точковима. Савремена самоходна хаубица носи ознаку НOРA-Б52К1, и представља резултат вишегодишњих максималних напора пројектног тима. Читав пројект је финализиран у предузећу "Лола-систем", a уз пуни ангажман и сарадњу са више српских водећих предузећа одбрамбене индустрије (MБЛ Лучани, Слобода, ППT итд.).

## Карактеристике
Висока ефикасност Норе Б-52 постигнута је карактеристикама и развојем следећих подсистема:
- Балистички систем заснива се на цеви калибра 155 mm, дужине 52 калибра, запремине барутне коморе од 23 литра, са двокоморном гасном кочницом високе ефикасности.
  - Барутна комора је развијена на оригиналном решењу самозаптивања, са револверским носачем капсула.
  - Развијена је и породица савремених моноблок барутних пуњења са сагоривим чаурама. Такође, у развоју је породица модуларних барутних пуњења, у складу са најновијим стандардима развоја барутног пуњења у земљама EУ.
  - Балистички систем омогућава остваривање максималног домета од 41 км кориштењем муниције типа EРФБ-ББ.
- Високи ниво оперативне покретљивости са максималном брзином од 80 до 100 km/h на квалитетнијим путевима и до 25 km/h на путу макадамског типа. Камион поседује и способност свладавања водених препрека, меког и /или расквашеног земљишта. Све је то постигнуто захваљујући систему за аутоматску регулацију притиска у гумама у зависности од тврдоће терена.
- Висока тактичка покретљивост омогућује брзо заузимање ватреног положаја на различитим врстама терена.
- Битно је истаћи да самоходна хаубица задовољава и захтеве стратегијске покретљивости. Са укупном масом од око 28 тона, НOРA-Б52 се може ефикасно транспортовати авионима Иљушин-76 и другим авионима те класе, жељезницом и средствима поморског транспорта.
- Уведен је хидраулички систем за учвршћење платформе топа при раду, који се састоји од четворокраког хидраулички преклапајућег лафета са уграђеним амортизерима. Њиме се управља из контролне станице смештене на боку возила.
  - Цев топа се хидраулички покреће по азимуту и елевацији. Тиме се смањује време потребно за прелазак из маршевског у борбени положај и обрнуто на свега 90 секунди. Тако се значајно утиче на укупну ефикасност оружја и способност преживљавања на бојишту кад долази до брзог противничког контранапада.

- Аутоматски пуњач омогућава роботизоловано довођење пројектила и барутног пуњења на линију пуњења и њихово потискивање у лежиште гранате. Тиме се смањује ниво физичког оптерећења посаде, постиже максимална брзина гађања од око шест граната у минути, односно могућност опаљења три гранате за 20 секунди.
  - Аутоматски пуњач садржи два спремника са аутоматским обртно - каруселским носачима муниције, смештеним са сваке стране хаубице, који садрже 12 пројектила (десни) и 12 пуњења (леви спремник) спремних за ратну употребу.
  - Такође, ту су и 24 пројектила и пуњења смештена у модуларном спремнику смештеном иза кабине самоходне хаубице. Омогућено је брзо допуњавање спремника пуњача, уз минимално напрезање посаде.

- Аутоматизацијом свих функција покретања хаубице по правцу и елевацији (аутоматско довођење хаубице у нишанску линију на основу података добијених од везе), утиче се на:
  - изузетно скраћивање времена од преласка из маршевског у борбени положај до опаљења првог пројектила,
  - повећање брзине гађања,
  - могућност гађања горњом групом углова до елевације 650 и
  - постизање могућности маневра ватром (једновремено пристизање три пројектила на циљ).
- Могућност деловања у:
  - основном сектору,
  - супротном смеру вожње, као и
  - у помоћном, преко кабине возача.
- Увођење савременог система за управљање топом са командно информационим системом. Тиме је омогућена интеграција самоходне хаубице НOРA-Б 52К1 у савремену артиљерију.
- Могућност максималног степена искористивости раније наведених високих карактеристика борбене вредности хаубице, од високе оперативне покретљивости, великог домета, велике брзине гађања до максималне аутоматизације свих релевантних функција.
  - Нора Б-52 омогућава максималну оптимизацију комплетне процедуре гађања, која обухвата посматрање бојишта уз могућност брзог преноса свих релевантних података o циљевима до командног места.
  - Ту су и додатне способности као што су: способност брзог избора циљева и прорачун елемента гађања, као и пренос елемената гађања до хаубице.
- Савремени командно информациони систем, заснован је на савременој информационој технологији и посебно развијеним софтверима. Тиме се омогућава комуникација у континуитету са свим елементима артиљерије и размена свих релевантних информација потребних за извођење борбеног задатка уз минимизацију потребног времена.
- Компактна самоходна хаубица, заједно са наведеним особинама средства, омогућава интеграцију хаубице са свим нормама и стандардима НATO.

Елевација је од -3° до +51° при максималној брзини од 20 mm/секунди, док су леви и десни азимут по 30° при максималној брзини од 100 mm/секунди. Елевација и азимут се подешавају уз помоћ електро-хидрауличног система, а оруђе поседује и помоћне мануелне контроле.

### Посада
Нора Б-52 за функционисање тражи посаду од свега четири до пет људи, док је раније за самоходну хаубицу била потребна посада од десет људи. Овиме се увелико смањује број припадника оружаних снага и трошкови њихове обуке, с обзиром на чињеницу да је обука људства дуготрајна и скупа. Економска прихватљивост се повећава и једноставношћу одржавања оваквог облика самоходне артиљерије.

### Значај самоходне хаубице
Високе карактеристике борбене вредности оруђа омогућују да се са релативно малим бројем оваквих средстава значајно подигне укупна ватрена моћ артиљерије.
Самоходна хаубица је битна из више разлога:
- због своје покретљивости омогућава брзо самостално премештање са једног краја бојног поља на други,
- такав облик артиљерије има велику брзину заузимања ватреног положаја,
- могућност непрекидне комуникације и размене свих релевантних података o циљевима, личним положајима и другим факторима, са свим елементима борбеног поретка, као и непрекидну комуникацију са свим командним нивоима,
- брзо израчунавање елемената гађања,
- велику брзина гађања уз могућност маневра ватром.

Укупни концепт самоходне хаубице Нора Б-52 реализован је уз максимизацију односа цена - ефикасност, односно омогућава постизање максималних карактеристика, уз сразмерно низак ниво укупних улагања.

## Информатичка опрема
Једна од најважнијих одлика модерних самоходних хаубица, па и система НОРА Б-52 је и тзв. „мрежно централизовано ратовање“ енгл. network centric warfare. Taj концепт се заснива на потпуном информатичком мрежном повезивању свих делова водова на бојишту који обично комбинују сва три вида оружаних снага: копнене војске, ваздухопловства и морнарице и речне морнарице. Такође, умрежени су сви расположиви сензори извиђачких јединица, јединица у непосредном контакту са непријатељем, као и јединица за ватрену и логистичку подршку. Тиме је створена јединствена виртуална слика бојишта која значајно повећава оно што се у западној војној пракси назива у слободном преводу „увидом у борбену ситуацију“ енгл. situation awareness.
Овиме се знатно:
- убрзава комуникација,
- повећава динамика операције и
- омогућава боље искориштавање ватрених могућности мањег броја савремених борбених система.

## Корисници
- Србија - 28 испоручених самоходних хаубица, у току даље опремање.[8]
- Мјанмар - 30 испоручених самоходних хаубица.
- Кенија - 30 испоручених самоходних хаубица.[9]
- Бангладеш - 18 испоручених самоходних хаубица[10].
- Кипар - 24 испоручене самоходне хаубице.[11].
- Азербејџан - 48 наручених самоходних хаубица, у току испорука.[12]
- Алжир - у марту 2023. године појавила се информација да је Алжир наручио 54 самоходне хаубице

### Потенцијални корисници
- САД - Током 2021. у САД извршено тестирање на којем је, поред иностраних хаубица, учествовала и "Нора Б-52 М-21".[13]

## Упоредиве самоходне хаубице
- МГС-25 Александар -  Србија
- CAESAR -  Француска
- Аrcher -  Шведска
- ATMOS 2000 -  Израел
- A-222 Bereg -  Русија
- DANA -  Чехословачка
- ZUZANA -  Словачка
- AHS Kryl -  Пољска